# Diphucephala rectipennis
Diphucephala rectipennis är en skalbaggsart som beskrevs av Blackburn 1906. Diphucephala rectipennis ingår i släktet Diphucephala och familjen Melolonthidae. Inga underarter finns listade i Catalogue of Life.